# Ilta (Singer-Songwriterin)
Ilta Elina Silva  (* 30. Dezember 1996 in Jyväskylä, geborene Fuchs) ist eine deutsch-finnische Singer-Songwriterin, die in der Öffentlichkeit unter ihrem Vornamen Ilta auftritt.

## Karriere
Ilta wurde durch ihr Mitwirken an dem Nummer-eins-Hit Sillat des finnischen Rap-Musikers Cheek im Jahr 2015 erstmals öffentlich wahrgenommen. Anfang 2016 unterzeichnete sie einen Plattenvertrag bei Warner Music Finland. Ihre erste eigene Single Koukkuun, die sie 2017 veröffentlichte, erreichte Goldstatus.
2019 nahm sie an der fünften Staffel der Fernsehshow Tähdet, tähdet teil. Die Sendung des finnischen Privatsenders MTV3 sucht nach dem besten Künstler Finnlands. Sie belegte den dritten Platz.
Ihr Debütalbum erschien am 4. September 2020 und trägt den Titel Näitä hetkiä varten. Das Album konnte sich auf dem sechsten Platz der finnischen Musikcharts platzieren.
Im Januar 2021 gab die öffentlich-rechtliche Rundfunkanstalt Yleisradio bekannt, dass Ilta mit dem Beitrag Kelle mä soitan am Uuden Musiikin Kilpailu 2021, dem finnischen Vorentscheid für den Eurovision Song Contest 2021, antreten wird.

## Privatleben
Ilta wurde 1996 als Tochter eines deutschen Vaters und einer finnischen Mutter geboren. Sie ist in der mittelfinnischen Universitätsstadt Jyväskylä aufgewachsen. Im Frühjahr 2015 schloss sie am dortigen Gymnasium Schildtin lukio ihre Schulausbildung ab. Bis 2018 studierte sie am Pop & Jazz Konservatorio in Helsinki Musik.
Im Dezember 2020 gab Ilta ihre Verlobung bekannt.

## Diskografie

### Studioalben
| Jahr | Titel               | Höchstplatzierung, Gesamtwochen, AuszeichnungChartsChartplatzierungen (Jahr, Titel, Platzierungen, Wochen, Auszeichnungen, Anmerkungen) | Anmerkungen                             |
| Jahr | Titel               | FI | Anmerkungen                             |
| ---- | ------------------- | --- | --------------------------------------- |
| 2020 | Näitä hetkiä varten | FI6 (4 Wo.)FI | Erstveröffentlichung: 4. September 2020 |
| 2023 | Mä oon vaan ihminen | FI20 (1 Wo.)FI | Erstveröffentlichung: 1. September 2023 |

### Singles
| Jahr | Titel Album                         | Höchstplatzierung, Gesamtwochen, AuszeichnungChartsChartplatzierungen (Jahr, Titel, Album, Platzierungen, Wochen, Auszeichnungen, Anmerkungen) | Anmerkungen |
| Jahr | Titel Album                         | FI | Anmerkungen |
| ---- | ----------------------------------- | --- | --- |
| 2018 | Taivas sylissäni –                  | FI30 (1 Wo.)FI | Erstveröffentlichung: 30. November 2018 Charteinstieg: 2023                                                    |
| 2021 | Kelle mä soitan Mä oon vaan ihminen | FI5 (11 Wo.)FI | Erstveröffentlichung: 21. Januar 2021 Beitrag für den finnischen Vorentscheid zum Eurovision Song Contest 2021 |
| 2024 | Kiire (Vain elämää kausi 15) –      | FI45 (… Wo.)FI | Erstveröffentlichung: 11. Oktober 2024                                                                         |

### Mitwirkung als Gastinterpretin
| Jahr | Titel Album               | Höchstplatzierung, Gesamtwochen, AuszeichnungChartsChartplatzierungen (Jahr, Titel, Album, Platzierungen, Wochen, Auszeichnungen, Anmerkungen) | Anmerkungen                                                      |
| Jahr | Titel Album               | FI | Anmerkungen                                                      |
| --- | ------------------------- | --- | ---------------------------------------------------------------- |
| 2017 | Spagettii –               | — | Erstveröffentlichung: 16. März 2017 Bang for the Buck feat. Ilta |
| 2018 | Paratiisiin Kilometrit    | FI7 (4 Wo.)FI | Erstveröffentlichung: 21. Juni 2018 Pikku G feat. Ilta           |
| 2019 | Mitä sulle jää Kilometrit | FI3 (9 Wo.)FI | Erstveröffentlichung: 1. März 2019 Pikku G feat. Ilta            |
| Folgende Lieder erschienen nicht als Single, wurden aber durch das Album zum Download und Streaming bereitgestellt und konnten somit eine Platzierung erlangen: |                           | |                                                                  |
| |                           | |                                                                  |
| 2015 | Sillat Alpha Omega        | FI1 (11 Wo.)FI | Cheek feat. Ilta                                                 |